# لاتن (زامتگمایند)
لاتن (به آلمانی: Samtgemeinde Lathen) یک منطقهٔ مسکونی در آلمان است که در امسلاند واقع شده‌است. لاتن  ۱۰٬۸۱۵ نفر جمعیت دارد.